# 神宮司彌生
神宮司彌生（日语：／ Jingūji Yayoi，1965年12月8日—2017年12月17日），日本女性配音員。ARTSVISION最終所屬。出身於兵庫縣。她曾隸屬於文學座。2017年12月17日去世，享年52歲。

## 人物
方言：關西方言。
興趣、特長：吉他、三味線、划船、料理、舞樂（左舞、右舞、白拍子舞）。

## 繼任
神宮司逝世後，以下人員接替了這些角色：
| 繼任     | 角色名          | 概要作品     | 繼任初次擔當作品                     |
| -------- | --------------- | ------------ | ------------------------------------ |
| 田中理惠 | 莫莉卡·安斯蘭特 | 《魔域幽靈》 | 《漫威 VS. 卡普空 3 兩個世界的命運》 |

## 演出
粗體字表示主要角色。

### 電視動畫
- 吉本無知子物語（日语：ヨシモトムチッ子物語）（1998年，螳螂桃子）
- 愛的若草山物語（1999年，靜香）
- 看家鼠惠比知由（1999年，直人 等）
- 小梅也要去!!（1999年，井澤 等）

### OVA
- 無限地帶23 III（1989年，雅各夫的秘書）
- 魔宮戰場2（日语：魔宮戦場）（1991年，女性接線員A）
- 暗黑神傳承 武神（日语：暗黒神伝承 武神）（1992年，美佐子）
- BAD BOYS 搞怪少年（1993年，母親）
- 紺碧艦隊 特別篇 蒼萊開發物語（1997年，仲居）

### 遊戲
1994年
- 姬武神傳說（日语：Variable Geo）（米蘭達·謝華）
- 魔域幽靈 The Night Warriors（莫莉卡·安斯蘭特）

1995年
- 魔域幽靈：獵人 Darkstalkers' Revenge（莫莉卡·安斯蘭特）
- 封閉的房子（戴絲·康威）

1996年
- 快打方塊2X（日语：スーパーパズルファイターIIX）（莫莉卡[4]、黛比蘿特[4]）
- 前進吧！對戰益智球（日语：対戦ぱずるだま#進め!対戦ぱずるだま）（櫻桃）
- 地獄神龍2（日语：ダンジョンズ&ドラゴンズ シャドーオーバーミスタラ）（希芙）
- 美少女纏組（日语：ファイアーウーマン纏組）（青山愛子）

1997年
- 魔域幽靈：救世主 The Lord of Vampire（莫莉卡·安斯蘭特[5]、La Malta[5]、傑達·多瑪〈女裝〉[5]、維克多·馮·吉登伊姆（日语：ビクトル・フォン・ゲルデンハイム）〈女裝〉[5]）
- 魔域幽靈：救世主2 The Lord of Vampire（莫莉卡·安斯蘭特）
- 魔域幽靈：獵人2  Darkstalkers' Revenge（莫莉卡·安斯蘭特）
- （如月玲香）
- Harmful Park（卡西絲）
- 美少女夢工場 夢幻妖精（麥地那、庫爾博）
- 袖珍快打（日语：ポケットファイター）（莫莉卡）

1998年
- 驚聲惡夜（日语：エコーナイト#エコーナイト）（希爾德·洛克威爾）
- 薩爾達傳說 時之笛（纳波如、大妖精、小梅、小竹）
- 神奇傳說 時空道標（蘇菲雅）
- 漫威 VS. 卡普空 超級英雄的衝突（日语：MARVEL VS. CAPCOM CLASH OF SUPER HEROES）（莫莉卡）
- 人形公主（日语：マール王国の人形姫）（高）

1999年
- 戰國美少女II：春風之章（拉夏）
- 人形公主2（日语：マール王国の人形姫）（高）

2000年
- CAPCOM VS. SNK 千年之戰 2000（日语：カプコン バーサス エス・エヌ・ケイ ミレニアムファイト 2000）（莫莉卡）
- 薩爾達傳說 穆修拉的假面（大妖精、小梅、小竹）
- 漫威 VS. 卡普空 2 英雄們的新世紀（日语：MARVEL VS. CAPCOM 2 NEW AGE OF HEROES）（莫莉卡）

2001年
- CAPCOM VS. SNK 千年之戰 2000 PRO（莫莉卡）
- CAPCOM VS. SNK 2 百萬格鬥 2001（日语：CAPCOM VS. SNK 2 MILLIONAIRE FIGHTING 2001）（莫莉卡）
- 雷蓋亞 決鬥傳奇（夏蓉）

2005年
- NAMCO x CAPCOM（莫莉卡·安斯蘭特[6]）

2008年
- 交錯刀鋒（日语：クロスエッジ）（莫莉卡）
- 龍之子VS. CAPCOM 英雄交鋒世代（日语：タツノコ VS. CAPCOM）（莫莉卡）

2011年
- 薩爾達傳說 時之笛3D（納波如、大妖精、小梅、小竹）

2012年
- 魔物獵人Frontier Online（VOICE TYPE29）

2014年
- 任天堂明星大亂鬥3DS/Wii U（小梅、小竹）

2015年
- 薩爾達傳說 穆修拉的假面3D（大妖精、小梅、小竹）

### 廣播劇CD
- 北歐神話傳說系列（弗麗嘉）
- 十兵衛紅變化（日语：十兵衛紅変化）（1991年，今泉悠冬）
- 少年性愛白皮書（日语：少年濡れやすく恋成りがたし）（1995年，展子）
- 少年性愛白皮書2 -迷宮徘徊-（日语：少年濡れやすく恋成りがたし）（1996年，整容的家庭教師、黑名單女性）
- 金田一少年之事件簿 死神醫院殺人事件（1997年，高澤和子）

### 外語配音

#### 電影
- 迅雷禁區（英语：Speed Zone）（海瑟·史考特〈咪咪·庫吉克（英语：Mimi Kuzyk）〉）※VHS版。

## 腳註

## 外部連結
- 神宮司彌生｜ARTSVISION （日語）
- （日語）—WEB THE TELEVISION（日语：ザテレビジョン）
- 神宮司彌生 （日語）—allcinema（日语：allcinema）